# Kreissparkasse Eichsfeld
Die Kreissparkasse Eichsfeld ist eine Sparkasse in Thüringen mit Sitz in Leinefelde-Worbis (Stadtteil Worbis). Sie ist eine Anstalt des öffentlichen Rechts.

## Geschäftsgebiet und Träger
Das Geschäftsgebiet der Kreissparkasse Eichsfeld umfasst den Landkreis Eichsfeld, welcher auch Träger der Sparkasse ist. Neben der Hauptstelle in Worbis unterhält die Kreissparkasse Eichsfeld weitere 11 personenbesetzte Geschäftsstellen, zwei SB-Geschäftsstellen sowie eine fahrbare Geschäftsstelle, welche Ende 2017 ihre letzte Fahrt antreten wird (Stand Ende 2014).

## Geschäftszahlen
Die Kreissparkasse Eichsfeld wies im Geschäftsjahr 2023 eine Bilanzsumme von 1,602 Mrd. Euro aus und verfügte über Kundeneinlagen von 1,299 Mrd. Euro. Gemäß der Sparkassenrangliste 2023 liegt sie nach Bilanzsumme auf Rang 266. Sie unterhält 13 Filialen/Selbstbedienungsstandorte und beschäftigt 235 Mitarbeiter.

## Sparkassen-Finanzgruppe
Die Kreissparkasse Eichsfeld ist Teil der Sparkassen-Finanzgruppe und gehört damit auch ihrem Haftungsverbund an. Er sichert den Bestand der Institute und sorgt dafür, dass sie auch im Fall der Insolvenz einzelner Sparkassen alle Verbindlichkeiten erfüllen können. Die Sparkasse vermittelt Bausparverträge der regionalen Landesbausparkasse, offene Investmentfonds der Deka und Versicherungen der SV SparkassenVersicherung. Im Bereich des Leasing arbeitet die Kreissparkasse Eichsfeld mit der  Deutschen Leasing zusammen. Die Funktion der Sparkassenzentralbank nimmt die Landesbank Hessen-Thüringen wahr.

## Geschichte
Im Februar 1834 begann der königlich-preußische Landrat des Kreises Heiligenstadt, Anton Freiherr von Bodungen die Planung der Gründung einer Sparkasse in Heiligenstadt. Die Gründung der Sparkasse erfolgte dann 1838. Den Geschäftssitz hatte sie im Rathaus in Heiligenstadt.
Die heutige Kreissparkasse Eichsfeld entstand Mitte der 1990er Jahre durch Fusion der Kreissparkasse Heiligenstadt mit der Kreissparkasse Worbis. Die beiden Vorgängerinstitute entstanden jeweils 1952 im Rahmen der Reorganisation der Sparkassen in der DDR.

## Museum
Im Gebäude der alten Kreissparkasse Heiligenstadt am Stiftsberg befindet sich das Museum. Nach 2013 wurde die Idee zur Einrichtung eines Museums umgesetzt und zeigt Bücher, Dokumente, Buchungs- und Rechenmaschinen, eine Nähmaschine für Geldsäcke und verschiedene Banknoten aus vergangenen Zeiten. Das Museum gibt damit Einblick in die etwa 180-jährige Tradition der Sparkasse. Im Jahr 2002 war bereits eine Chronik zur Geschichte des Sparkasse erschienen. Eine ähnliche Einrichtung betreibt die Sparkasse Aachen in ihrer Zweigstelle Monschau.